# 1811年委員会計画

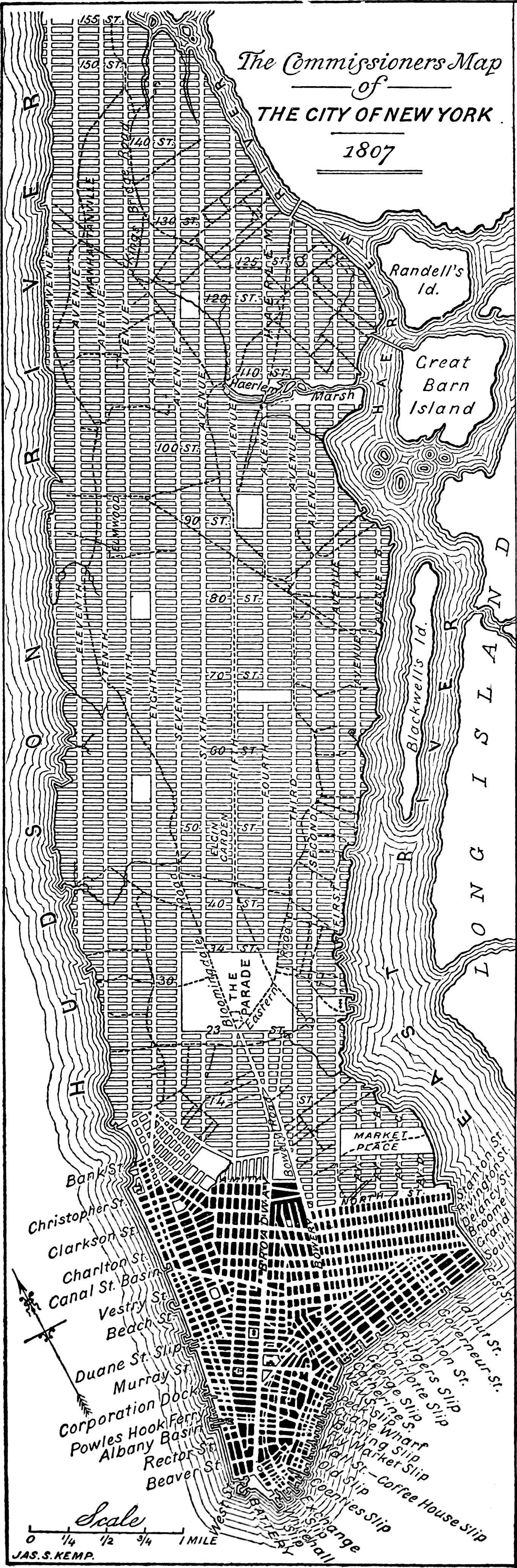
1807年にまとめられたマンハッタンにおける委員会計画の最終版。1811年に採用された。

1811年委員会計画（1811ねんいいんかいけいかく、英: Commissioners' Plan of 1811）は、ニューヨーク市マンハッタンのハウストン通り以北における街路網の原案で、今日のマンハッタンに配置されている無数に連続した短冊形の街区（方格設計）を定義した都市計画である。これは「ニューヨーク市の発展において最も重要な文章」とされており、計画は「統制と均衡、反自然といった共和主義的性格」を包含する傾向にある。策定した委員会によれば「美観並びに規則性と利便性」の結合を理念としている。
元々はニューヨーク市議会が、14丁目からワシントンハイツまでの均衡ある開発と土地の供給を目的に発議したことがきっかけであるが、地方自治制度の問題や地権者からの反対によって実現させることができなかったため、要請に基づいてニューヨーク州議会が引き継いだものである。それを受けた州議会は1807年に全権を持たせた委員を任命し、1811年に原案の答申に至る。
委員は、アメリカ建国の父であるガバヌーア・モリス、元上院議員で弁護士のジョン・ラザファード、州調査・鑑定技監のシメオン・デ・ウィットである。また、この委員会の調査鑑定主任であるジョン・ランデル・ジュニアは弱冠20歳の任命であった。
この委員会計画は「グリッドプラン」と呼ばれる方格設計の最も著名な実行例であるとともに、後世の評価においては多くの歴史家によって遠大かつ先見性を有する計画であったと評価されている。一方で、道路配置の不規則な古来の都市に比べ、景観が画一的で単調なものになったという批判も当初からあるものの、近年の都市計画家からはより肯定的にみられている。
このように無数に連続した格子状の街路であるが、一部で公共用地に利用されている切れ目がある。マディソン・スクエア公園の前身であり、23丁目と33丁目の間にあったグランド・パレード、同様に四角形をしたブルーミングデール、ハミルトン、マンハッタン、ハーレム、卸売市場、貯水池といった用地がそれにあたる。また、東西を8番街から5番街まで、南北を59丁目から110丁目までを占める巨大都市型緑地「セントラル・パーク」は、この計画時点では想定されておらず、他の地区と同様に格子状の道路が建設された。

## 概要
計画の実行にあたり規則的な格子状の道路の整備と、島の地形に左右されない土地の境界線制定が要求された。南北の通りを「アヴェニュー」（日本語では『～番街』）、東西の通りを「ストリート」（日本語では『～丁目』）とした。ハドソン川に平行するアヴェニューには16の番号と文字が割り振られ、島の北端と南端を除くと、ストリートは東が1番街から始まり、西は12番街で終わるようになっている。後にイースト・ヴィレッジとして知られるようになる地域のアヴェニューは1番街より東側に存在するため、西から順にAからDまでの文字が振られ、文字通りアルファベット・シティと呼ばれている。
それらアヴェニューと直角に交差する道路、ストリートは155本あり、その位置は道路に囲まれた土地が5エーカー（3ヘクタール）分の区画になるよう設定された。基準点は、アベニューBとハウストン通りの交差点からバワリー通り（The Bowery）とブリーカー通り（Bleecker street）の交差点を結ぶ1丁目で、短くて目立たない通りであるが現在も存在している。ハウストン通り、1丁目、1番街が交差して出来た小さな三角公園ペレツ・スクエア (Peretz Square) の存在は、それ以南の不規則な道路と以北の道路の規則性を象徴している。
アヴェニューの幅員は100フィート (30m)、島の内陸部で922フィート (281m) 間隔で配置されているが、沿岸部ではわずかに間隔が狭くなっている。それは、島を南北に貫くアヴェニューはどれも主要な道路であるが故、商工業の発展しやすい埠頭が並ぶ川沿いでは、内陸部よりその間隔を狭くし交通の恩恵を少しでも広くもたらそうとしたためである。
ストリートの幅員は60フィート（18m）、約200フィート（61m）間隔に配置された。その結果最終的には約2000もの細長い区画が出来ることになった。それぞれの区画とそれに接するストリートを合わせると約260フィート（79m）であるため、アヴェニューの1マイルあたりの区画数は20区画になった。ストリートのうち以下の15路線が他より一際広い幅員100フィート（30m）で設計された。
- 14丁目、23丁目、34丁目、42丁目、57丁目、72丁目、86丁目、96丁目、106丁目、116丁目、125丁目、135丁目、145丁目及び155丁目。

これら番号式の通りを建設していくこの計画は最終的に、155丁目の北まで続いた。そしてこの番号式の通りはブロンクス区まで続いているが、特に区の北端付近では通りが東側と西側で多少ずれている。またこの番号式の通りを整備するにあたり誕生し、北限をワシントン・スクエア公園、南限をブロードウェイと4丁目の交差点にもつ5番街によって、マンハッタンは地理的に東（イースト・サイド）と西（ウエスト・サイド）に分けられる。

## その後
大部分のアヴェニューは路線の一部または全線にわたって路線名が改称されたが、1番街、2番街、3番街、5番街は一度も改称されたことがない。5番街とパーク街（旧4番街）の間にあるマディソン街と、パーク街と3番街の間にあるレキシントン街の2つのアヴェニューは計画には無かった通りで、後から建設された通りである。同じように開発がアッパー・マンハッタンに及ぶにつれ、リバーサイド・ドライブやクレアーモント街、セントニコラス街などのアヴェニューが造られ、この格子状を成す通りの一部に加わった。また1811年の地図にみられるマンハッタン北部の旧道のうち、ブルーミングデール・ロードはその後のブロードウェイの前身である。